# حسن‌آباد (درمیان)
حسن‌آباد یک روستا در ایران است که در دهستان درمیان واقع شده‌است. حسن‌آباد ۳۰ نفر جمعیت دارد.